# Braunshardt
Braunshardt (mundartlich: Brouschd) ist ein Stadtteil der Stadt Weiterstadt und liegt im südhessischen Landkreis Darmstadt-Dieburg.

## Geografie

### Geografische Lage
Braunshardt liegt nordwestlich der Kernstadt Weiterstadt und ist mit dieser baulich so weit zusammengewachsen, wie es die zwischen den beiden Ortslagen verlaufende Bahnlinie zulässt. Um das Wohngebiet herum ist landwirtschaftliche Fläche. Den Südrand der Ortslage begleitet ein kleiner Bach, der Schlimmergraben. Im Süden der Gemarkung liegt ein kleines Waldstück, das Braunshardter Tännchen.

### Nachbargemeinden
Im Nordwesten liegt Worfelden (Kreis Groß-Gerau), im Nordosten Schneppenhausen und Gräfenhausen und im Westen liegt Büttelborn (Kreis Groß-Gerau). Südöstlich liegt Weiterstadt. Die nächstgrößere Stadt (Einwohnerzahl und Fläche) ist das kreisfreie Darmstadt.

## Geschichte

### Ortsgeschichte
Im Laufe der Jahrhunderte wird der Ort in historischen Dokumenten mit wechselnden Ortsnamen genannt. Von Brunishart im Jahr 1318 über Brunshart (1427), Obern Brunßhart und Nyddern Brunßhart (1460) bis Braunshard im Jahr 1702.
Die urkundliche Ersterwähnung erfolgte am 26. August 1318, als von einer Besitzaufteilung zwischen den beiden Grafen Berthold und Eberhard von Katzenelnbogen über den Wald Brunishardt berichtet wurde. Im Jahre 1319, also ein Jahr nach der ersten urkundlichen Erwähnung Braunshardts, bekam Graf Wilhelm I. von Katzenelnbogen von der Würzburger Kirche den Wald Brinshard als Lehen. Er legte einen Gutshof an, um den sich nach und nach die Bediensteten ansiedelten und damit das Dorf gründeten. 1627 übertrug Landgraf Georg II. von Hessen-Darmstadt das herrschaftliche Hofgut seinem Kanzler Anton Wolff von Todenwarth als Erblehen. Um die Mitte des 18. Jahrhunderts löste es Landgraf Ludwig VIII. von den Erben des Kanzlers wieder ein. Darauf wurde der landesfremde, der Parforcejagd verfallene Minnigerode Herr der Meierei.
Der Name Braunshardt ist eng verbunden mit dem Schloss Braunshardt. Es wurde um 1760 von Prinz Georg Wilhelm von Hessen-Darmstadt gebaut, und in der Folgezeit entwickelte sich dort eine höfische Lebenskultur. Nach häufigem Besitzerwechsel ist heute ein Teil der Anlage im Besitz des Johannesbundes e. V. Leutesdorf/Rhein und wird als Alten- und Pflegeheim genutzt. Der andere Teil, das eigentliche Schloss, wurde von privater Seite restauriert und renoviert. Im Jahr 2006 wurde das Schloss von der Stadt Weiterstadt gekauft. Nach einigen Renovierungen, wie z. B. der Schlosskapelle, wurde es der Öffentlichkeit zugänglich gemacht. So finden regelmäßig Führungen statt, der Schlossgarten ist für jeden zu den Öffnungszeiten zugänglich, und im Schloss kann geheiratet werden.
Die Verwaltungszugehörigkeit von Braunshardt zur Gerauer Mark ist 1427 belegt. Unter hessischer Hoheit gehört es bis zum Jahr 1821 zum Amt Darmstadt, von 1821 bis 1832 zum Landratsbezirk Langen, von 1832 bis 1848 zum Kreis Groß-Gerau, von 1848 bis 1852 während der kurzen Zeit der Regierungsbezirke in der Provinz Starkenburg zum Regierungsbezirk Darmstadt und ab 1852 mit der Neueinführung von Kreisen zum Kreis Darmstadt.
Die Statistisch-topographisch-historische Beschreibung des Großherzogthums Hessen berichtet 1829 über Braunshardt:

„Braunshardt (L. Bez. Langen) luth. Filialdorf; liegt 3 St. von Langen und 1 1⁄2} St. von Darmstadt, hat 33 Häuser und 218 Lutheraner und 1 Katholiken. Hier stehet ein ehemaliges Jagdschloß mit einem großen Garten, welches nun privat ist. Auf dem 1 Hoftage zu Fürstenberg, einem Schlosse bei Bacharach, ließen Adelheid, Wittwe des Grafen Berthold II. von Katzenellenbogen, und ihr Sohn, Johann I., sich 1321, vom Kaiser das Privilegium ertheilen, ihren Wald Braunshardt in ein Dorf umroden zu dürfen. Der Ort war erst ein Filial von Großgerau, und wurde nach der Reformatien zu Weiterstadt gethelt.“

Hessische Gebietsreform (1970–1977)
Am 1. Juli 1973 schloss sich die bis dahin selbstständige Gemeinde im Zuge der Gebietsreform in Hessen freiwillig der Stadt Weiterstadt an. Ein Ortsbezirk wurde für Braunshardt nicht gebildet.

### Verwaltungsgeschichte im Überblick
Die folgende Liste zeigt die Staaten und Verwaltungseinheiten, denen Braunshardt angehört(e):
- 1427: Heiliges Römisches Reich, Grafschaft Katzenelnbogen, Gerauer Mark
- vor 1479: Heiliges Römisches Reich, Grafschaft Katzenelnbogen, Obergrafschaft Katzenelnbogen
- ab 1479: Heiliges Römisches Reich, Landgrafschaft Hessen (durch Erbfall), Obergrafschaft Katzenelnbogen
- ab 1567: Heiliges Römisches Reich, Landgrafschaft Hessen-Darmstadt, Obergrafschaft Katzenelnbogen, (1783: zum Amt Darmstadt; 1787: Oberamt Darmstadt, Cent Arheiligen)
- ab 1803: Heiliges Römisches Reich, Landgrafschaft Hessen-Darmstadt, Fürstentum Starkenburg, Amt Darmstadt
- ab 1806: Großherzogtum Hessen,[Anm. 2] Fürstentum Starkenburg, Amt Darmstadt[9]
- ab 1815: Großherzogtum Hessen,[Anm. 3] Provinz Starkenburg, Amt Darmstadt
- ab 1821: Großherzogtum Hessen, Provinz Starkenburg, Landratsbezirk Langen[Anm. 4]
- ab 1832: Großherzogtum Hessen, Provinz Starkenburg, Kreis Groß-Gerau
- ab 1848: Großherzogtum Hessen, Regierungsbezirk Dieburg
- ab 1852: Großherzogtum Hessen, Provinz Starkenburg, Kreis Darmstadt
- ab 1871: Deutsches Reich, Großherzogtum Hessen, Provinz Starkenburg, Kreis Darmstadt
- ab 1918: Deutsches Reich (Weimarer Republik), Volksstaat Hessen, Provinz Starkenburg, Kreis Darmstadt
- ab 1938: Deutsches Reich, Volksstaat Hessen, Landkreis Darmstadt[10][Anm. 5]
- ab 1945: Amerikanische Besatzungszone,[Anm. 6] Groß-Hessen, Regierungsbezirk Darmstadt, Landkreis Darmstadt
- ab 1946: Amerikanische Besatzungszone, Hessen, Regierungsbezirk Darmstadt, Landkreis Darmstadt
- ab 1949: Bundesrepublik Deutschland, Hessen, Regierungsbezirk Darmstadt, Landkreis Darmstadt
- AB 1973: Bundesrepublik Deutschland, Hessen, Regierungsbezirk Darmstadt, Landkreis Darmstadt, Gemeinde Weiterstadt[Anm. 7]
- ab 1977: Bundesrepublik Deutschland, Land Hessen, Regierungsbezirk Darmstadt, Landkreis Darmstadt-Dieburg, Gemeinde Weiterstadt

### Gerichte
Braunshardt gehörte zur Zent Arheilgen. In der Landgrafschaft Hessen-Darmstadt wurde mit Ausführungsverordnung vom 9. Dezember 1803 das Gerichtswesen neu organisiert. Für das Fürstentum Starkenburg wurde das „Hofgericht Darmstadt“ eingerichtet. Es war für normale bürgerliche Streitsachen Gericht der zweiten Instanz, für standesherrliche Familienrechtssachen und Kriminalfälle die erste Instanz. Übergeordnet war das Oberappellationsgericht Darmstadt. Die Rechtsprechung der ersten Instanz wurde durch die Ämter bzw. Standesherren vorgenommen. Damit war das Amt Darmstadt zuständig. Die Zentgerichte verloren damit ihre Funktion.
Mit Bildung der Landgerichte im Großherzogtum Hessen war ab 1821 das Landgericht Langen das Gericht erster Instanz. Die zweite Instanz war das Hofgericht Darmstadt.
Es folgten:
- 1853: Landgericht Darmstadt; zweite Instanz: Hofgericht Darmstadt
- 1879: Amtsgericht Darmstadt II (Landgerichte wurden durch funktionsgleiche Amtsgerichte ersetzt); zweite Instanz: Landgericht Darmstadt
- 1932: Amtsgericht Darmstadt; zweite Instanz: Landgericht Darmstadt

### Flugplatz
Ende 1944 oder Anfang 1945 wurde von der Luftwaffe 1,8 Kilometer westlich der Ortsmitte Braunshardts in einer Reihe von Weizenfeldern ein Flugplatz angelegt, der mit einer Betonpiste von 1700 Metern Länge für die neuen Strahlflugzeuge eingerichtet werden sollte. Die Bahn wurde nicht ganz fertiggestellt. Es gibt keine Aufzeichnungen über eine Nutzung des Flugplatzes durch die Luftwaffe. Wie sich später herausstellte lag der Flugplatz, trotz seines Namens, bereits knapp in der Gemarkung von Büttelborn.
Am 27. März 1945 wurde das Gebiet durch die US Army besetzt. Die United States Army Air Forces (USAAF) richtete einen Behelfsflugplatz ein und nahm ihn am 28. März als Advanced Landing Ground ALG Y-72 Braunshardt in Betrieb. Die Start- und Landebahn mit den Abmessungen 1698 × 46 Meter hatte die Ausrichtung 07/25. Er wurde bis zum 8. August 1945 durch verschiedene Staffeln mit Jagdflugzeugen aktiv benutzt. Am 30. Oktober 1945 wurde der Flugplatz geschlossen und die Startbahn herausgerissen.

## Bevölkerung

### Einwohnerstruktur 2011
Nach den Erhebungen des Zensus 2011 lebten am Stichtag dem 9. Mai 2011 in Braunshardt 4830 Einwohner. Darunter waren 513 (10,6 %) Ausländer. Nach dem Lebensalter waren 975 Einwohner unter 18 Jahren, 2199 zwischen 18 und 49, 1017 zwischen 50 und 64 und 636 Einwohner waren älter. Die Einwohner lebten in 2055 Haushalten. Davon waren 627 Singlehaushalte, 543 Paare ohne Kinder und 666 Paare mit Kindern, sowie 180 Alleinerziehende und 39 Wohngemeinschaften. In 252 Haushalten lebten ausschließlich Senioren und in 1644 Haushaltungen lebten keine Senioren.

### Einwohnerentwicklung
| • 1557: | 7 oder 8 Herdstätten     |
| • 1629: | 14 Hausgesesse           |
| • 1806: | 201 Einwohner, 32 Häuser |
| • 1829: | 218 Einwohner, 33 Häuser |
| • 1867: | 267 Einwohner, 45 Häuser |

| Stichtag         | Einwohner |  | Stichtag          | Einwohner |
| 3. Dezember 1834 | 216       |  | 31. Dezember 1975 | 2.546     |
| 3. Dezember 1864 | 262       |  | 31. Dezember 1981 | 2.725     |
| 1. Dezember 1895 | 355       |  | 30. Juni 1986     | 3.163     |
| 17. Mai 1939     | 619       |  | 1. Januar 2001    | 4.393     |
| 29. Oktober 1946 | 965       |  | 31. Dezember 2007 | 4.701     |
| 6. Juni 1961     | 1117      |  | 31. Dezember 2014 | 5.392     |
| 27. Mai 1970     | 1991      |  |                   |           |

| Braunshardt: Einwohnerzahlen von 1791 bis 2020 | Braunshardt: Einwohnerzahlen von 1791 bis 2020 | Braunshardt: Einwohnerzahlen von 1791 bis 2020 | Braunshardt: Einwohnerzahlen von 1791 bis 2020 | Braunshardt: Einwohnerzahlen von 1791 bis 2020 |
| --- | ---------------------------------------------- | ---------------------------------------------- | ---------------------------------------------- | ---------------------------------------------- |
| Jahr |                                                |                                                |                                                | Einwohner                                      |
| 1791 | 1791                                           |                                                | 188                                            | 188                                            |
| 1800 | 1800                                           |                                                | 178                                            | 178                                            |
| 1806 | 1806                                           |                                                | 201                                            | 201                                            |
| 1829 | 1829                                           |                                                | 218                                            | 218                                            |
| 1834 | 1834                                           |                                                | 216                                            | 216                                            |
| 1840 | 1840                                           |                                                | 272                                            | 272                                            |
| 1846 | 1846                                           |                                                | 261                                            | 261                                            |
| 1852 | 1852                                           |                                                | 228                                            | 228                                            |
| 1858 | 1858                                           |                                                | 260                                            | 260                                            |
| 1864 | 1864                                           |                                                | 262                                            | 262                                            |
| 1871 | 1871                                           |                                                | 273                                            | 273                                            |
| 1875 | 1875                                           |                                                | 284                                            | 284                                            |
| 1885 | 1885                                           |                                                | 316                                            | 316                                            |
| 1895 | 1895                                           |                                                | 355                                            | 355                                            |
| 1905 | 1905                                           |                                                | 422                                            | 422                                            |
| 1910 | 1910                                           |                                                | 459                                            | 459                                            |
| 1925 | 1925                                           |                                                | 510                                            | 510                                            |
| 1939 | 1939                                           |                                                | 619                                            | 619                                            |
| 1946 | 1946                                           |                                                | 965                                            | 965                                            |
| 1950 | 1950                                           |                                                | 1.011                                          | 1.011                                          |
| 1956 | 1956                                           |                                                | 990                                            | 990                                            |
| 1961 | 1961                                           |                                                | 1.117                                          | 1.117                                          |
| 1967 | 1967                                           |                                                | 1.638                                          | 1.638                                          |
| 1970 | 1970                                           |                                                | 1.991                                          | 1.991                                          |
| 1975 | 1975                                           |                                                | 2.546                                          | 2.546                                          |
| 1981 | 1981                                           |                                                | 2.725                                          | 2.725                                          |
| 1986 | 1986                                           |                                                | 3.163                                          | 3.163                                          |
| 2001 | 2001                                           |                                                | 4.393                                          | 4.393                                          |
| 2007 | 2007                                           |                                                | 4.701                                          | 4.701                                          |
| 2011 | 2011                                           |                                                | 4.830                                          | 4.830                                          |
| 2015 | 2015                                           |                                                | 5.535                                          | 5.535                                          |
| 2020 | 2020                                           |                                                | 5.664                                          | 5.664                                          |
| Datenquelle: Historisches Gemeindeverzeichnis für Hessen: Die Bevölkerung der Gemeinden 1834 bis 1967. Wiesbaden: Hessisches Statistisches Landesamt, 1968. Weitere Quellen: LAGIS; 1791; 1800; Website Weiterstadt (Webarchiv); Zensus 2011 |                                                |                                                |                                                |                                                |

### Historische Religionszugehörigkeit
| • 1829: | 218 lutherische (= 99,54 %) und ein katholischer (= 0,46 %) Einwohner |
| • 1961: | 715 evangelische (= 64,01 %), 363 katholische (= 32,50 %) Einwohner   |

## Politik
Bis zur Eingliederung in die damalige Gemeinde Weiterstadt im Jahr 1973 wurde die kommunale Selbstverwaltung der Gemeinde Braunshardt durch die von den Bürgern direkt gewählte Gemeindevertretung einerseits und den Gemeindevorstand unter dem Vorsitz des Bürgermeisters andererseits wahrgenommen. Nach der Eingliederung wurde für den Ortsteil Braunshardt davon abgesehen, einen Ortsbezirk mit Ortsbeirat und Ortsvorsteher zu bilden.

### Bürgermeister bis 1973
Von 1945 bis 1973 wurde die Gemeindeverwaltung von folgenden Bürgermeistern geleitet:
| Amtszeit  | Name            |
| --------- | --------------- |
| 1945–1948 | Georg Schmidt   |
| 1948–1962 | Heinrich Schaus |
| 1962–1971 | Adam Schuchmann |

### Wappen
Blasonierung: „In Blau ein mit einem goldenen Tatzenkreuz besteckter liegender goldener Halbmond über zwei goldenen Sternen.“
Das Wappen wurde der Gemeinde Braunshardt im damaligen Landkreis Darmstadt am 26. Oktober 1956 durch den Hessischen Innenminister genehmigt. Gestaltet wurde es durch den Bad Nauheimer Heraldiker Heinz Ritt.
Es basiert auf alten Gerichtssiegeln, die bis in das Jahr 1623 zurück zu verfolgen sind. Früher wurden Mond und Kreuz auch als Wolfsangel interpretiert.

## Kultur und Sehenswürdigkeiten

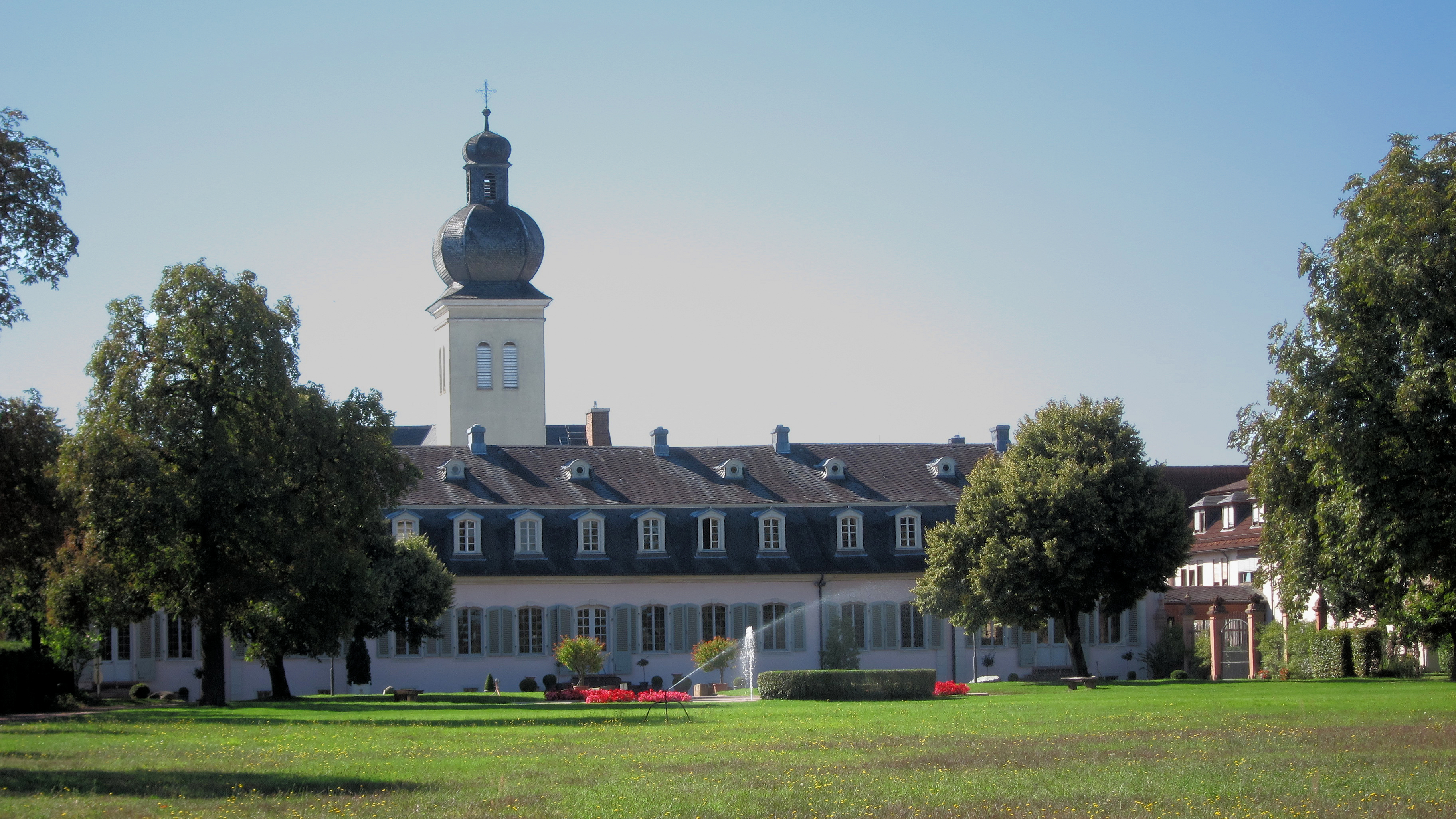
Schloss Braunshardt

### Bauwerke
Das Rokokoschloss Braunshardt von 1780 ist eine der bedeutendsten Anlagen dieser Art in Hessen. Angegliedert ist ein öffentlicher Landschaftspark mit Brunnen und Pavillon der auch als Traustätte genutzt wird. Zwei Kastanienalleen enden am Gartenpavillon. Im Osten des Parks ist ein Teil im französischen Gartenstil gestaltet, während im Westen ein Teil als englischer Garten angelegt ist.
Das älteste Fachwerkhaus im Ort stammt aus dem Jahr 1683.

### Naturdenkmale
In der Gemarkung Braunshardt gibt es zwei Naturdenkmale: die Vogelschutzgehölze „Schlossteich auf der Braunshardter Weide“ und „Vogelschutzbrutstätte Ewigerstumpf“.

### Sport
Der TSV Braunshardt 1889 e. V. bietet vielfältige Möglichkeiten für sportliche Aktivitäten sowie ein Blasorchester. Der TSV hat auch eine BMX-Abteilung, sowie eine eigene BMX-Bahn, die in Weiterstadt liegt. Im Jahr 2008 fand dort die Europameisterschaft und im Jahr 2010 fanden zwei Europameisterschaftsläufe statt. Weiter verfügt Braunshardt über einen eigenen Sportplatz sowie eine eigene Sporthalle.

### Regelmäßige Veranstaltungen
- September: Kerb[24]
- November/Dezember: Weihnachts- und Kunsthandwerkermarkt[25]

## Infrastruktur

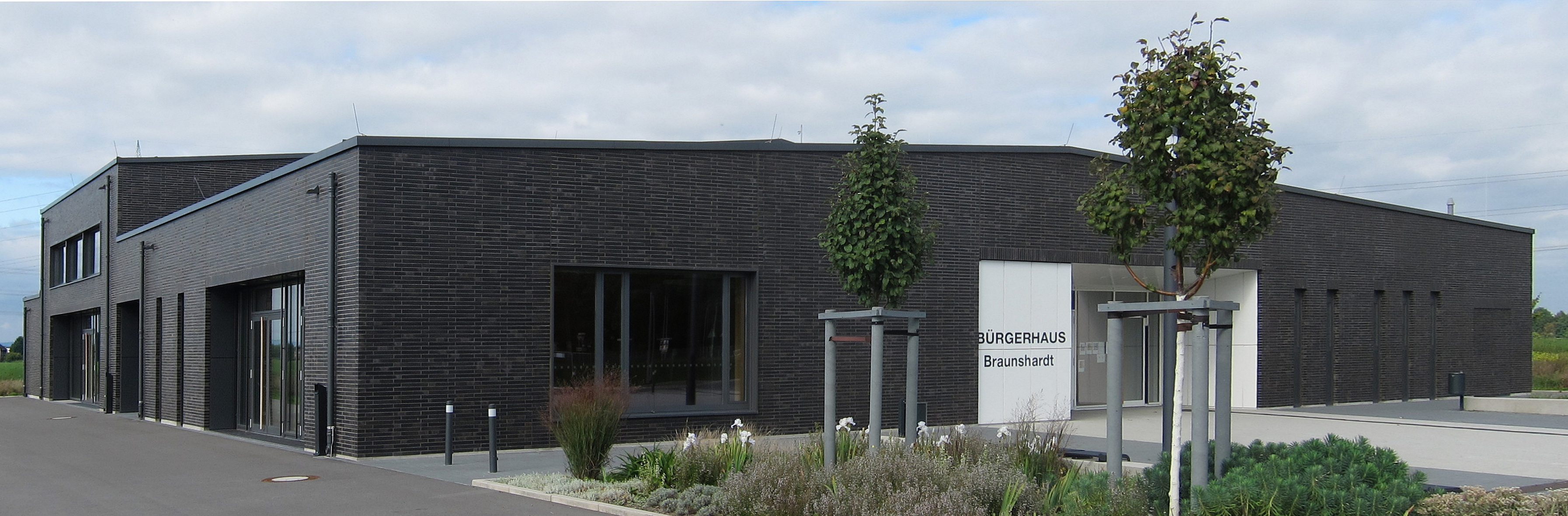
Bürgerhaus

Seit dem 1. Oktober 2007 gibt es in Braunshardt einen Supermarkt sowie einen weiteren Getränkemarkt. Im Ortskern befinden sich kleine Betriebe wie bspw. eine Metzgerei. Weiter hat Braunshardt mehrere kleine Restaurants.
Braunshardt hat außerdem eine Grundschule sowie drei Kindertagesstätten.
Die Wasserversorgung und Kanalanbindung geschah erst Mitte der 1950er Jahre.
Des Weiteren besteht eine Verkehrsanbindung am Bahnhof Weiterstadt sowie durch Busverbindungen (WE1, WE2) in Richtung Darmstadt, Worfelden und Gräfenhausen.

## Persönlichkeiten
- In den 1990er-Jahren wohnten die Weather Girls in Braunshardt
- Dietrich Höffler (* 8. Oktober 1934 in Tilsit; † 9. Februar 2020), Mediziner, wurde in Braunshardt beigesetzt